# Moscow Strikes Back
Moscow Strikes Back beruht auf einem sowjetischen Dokumentarfilm unter der Kameraführung von Roman Karmen aus dem Jahr 1942, der für den US-Markt neu bearbeitet wurde und ebenfalls 1942 veröffentlicht wurde.

## Hintergrund
Moscow Strikes Back beruht auf dem sowjetischen Dokumentarfilm Разгром немецких войск под Москвой (dt. Die Niederlage der deutschen Truppen vor Moskau), der die deutsche Niederlage in der Schlacht um Moskau während des Deutsch-Sowjetischen Krieges im Jahre 1941 zum Thema hat und für die US-amerikanische Veröffentlichung nachbearbeitet wurde. Er wurde so zum Beispiel mit einem englischen Text versehen, den Schauspieler Edward G. Robinson einsprach. Zudem wurden Szenen des Vorkriegsmoskau entfernt und der Originalfilm so auf 55 Minuten gekürzt.

## Auszeichnungen
Der Film wurde neben drei weiteren Filmen bei der Oscarverleihung 1943 mit einem Oscar für den besten Dokumentarfilm ausgezeichnet. Bereits 1942 erhielt der Film den New York Film Critics Circle Award für den besten Dokumentarfilm.
Darüber hinaus wurde die sowjetische Originalversion mit dem Staatspreis der UdSSR ausgezeichnet.

## Künstlerische Rezeption
- First Oscar, im Jahr 2022 erschienener Spielfilm über die Entstehung von Moscow Strikes Back